# Robert Buser

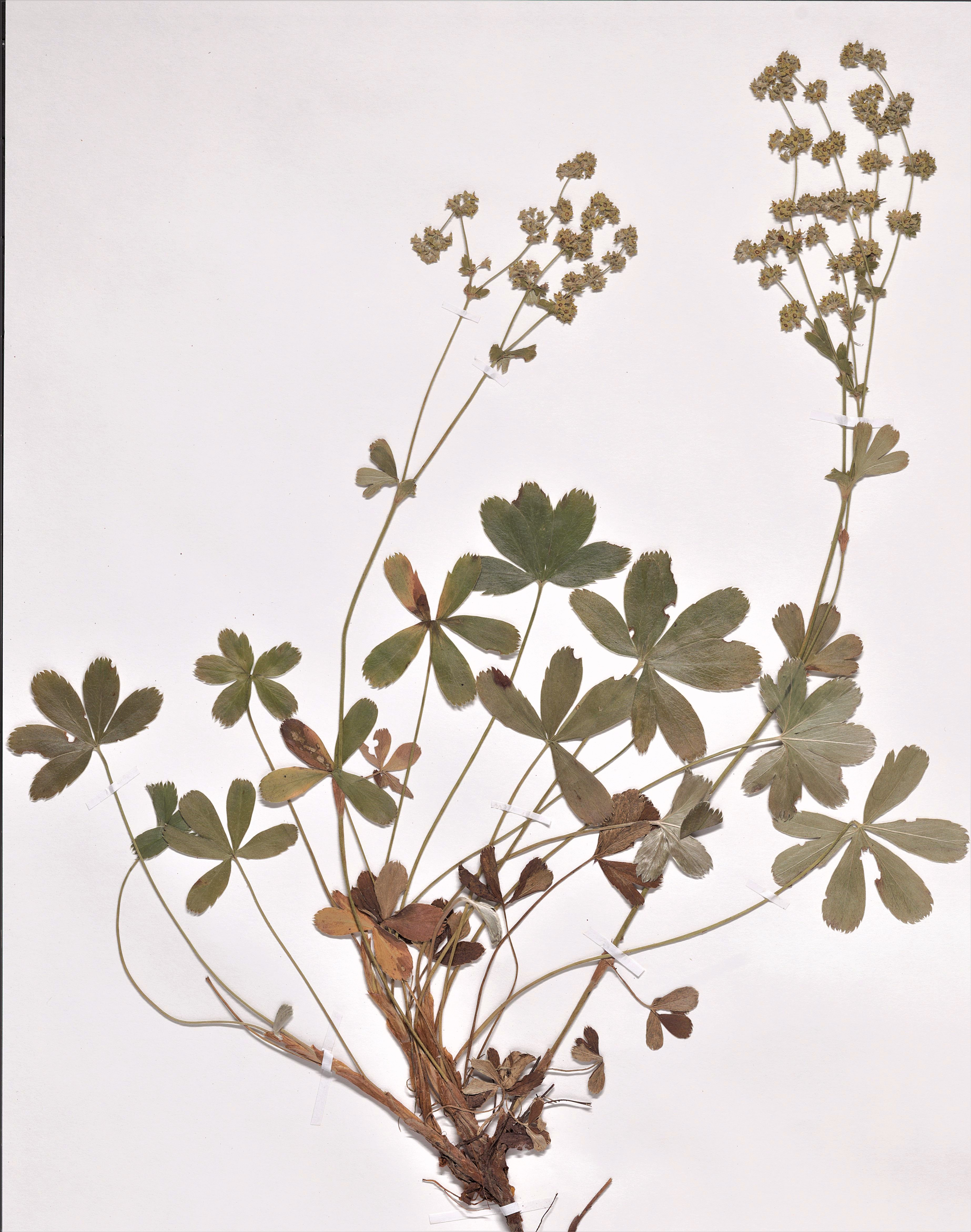
Przywrotnik Alchemilla transiens Buser

Rober Buser (ur. 6 października 1857 w Aarau, zm. 29 marca 1931 w Lancy) – szwajcarski botanik.

## Życiorys
Od 1884 do 1920 lub 1924 był kustoszem zielnika de Candolle’a w Genewie. Pod koniec życia stracił wzrok.

## Osiągnięcia naukowe
Robert Buser znany jest przede wszystkim z badań nad przywrotnikami, których był pionierem. W obrębie tego rodzaju zanikło rozmnażanie płciowe, a pojawiła się apomiksja, w związku z czym rodzaj składa się z bardzo dużej liczby mikrogatunków. W obrębie rodzaju Alchemilla Buser opisał kilka sekcji, na przykład Alchemilla sect. Calycinae Buser [≡ Alchemilla ser. Calycinae Buser (Rothm.)], oraz ponad sto gatunków, między innymi występujące w Polsce przywrotnik siwy (Alchemilla flabellata Buser) czy uprawiany i zawleczony przywrotnik miękki [Alchemila mollis (Buser) Rothm.])

## Upamiętnienie
Na jego cześć nazwano rodzaj Buseria z rodziny marzanowatych (Rubiaceae) oraz gatunek przywrotnika Alchemilla buseri Maillefer.